# جورجي تسيفيتكوف
جورجي تسيفيتكوف (بالبلغارية: Георги Цветков)‏ هو لاعب كرة قدم بلغاري في مركز الهجوم، ولد في 10 مايو 1947 في صوفيا في بلغاريا. شارك مع منتخب بلغاريا لكرة القدم. أما مع النوادي، فقد لعب مع أكاداميك صوفيا وسبارتك صوفيا وليفسكي صوفيا ونادي سبارتاك فارنا.

## وصلات خارجية
- جورجي تسيفيتكوف على موقع قاعدة بيانات كرة القدم.إي يو (الإنجليزية)
- جورجي تسيفيتكوف على موقع ناشيونال فوتبول تيمز (الإنجليزية)
- جورجي تسيفيتكوف على موقع أوليمبيديا (الإنجليزية)